# Pfarrkirche Großschönau

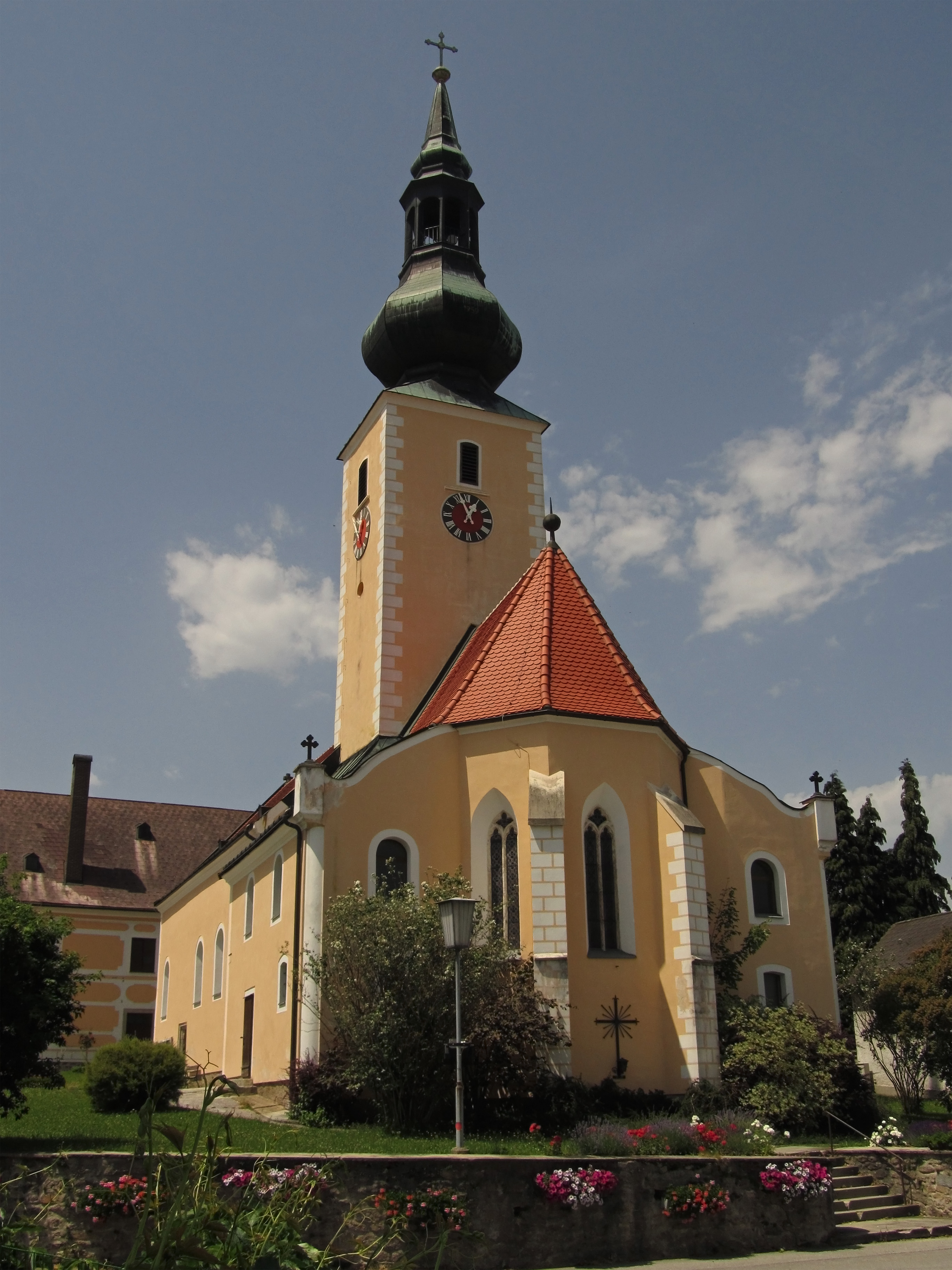
Pfarrkirche hl. Leonhard in Großschönau

Die römisch-katholische Pfarrkirche Großschönau steht im Ort Großschönau in der Marktgemeinde Großschönau in Niederösterreich. Die Pfarrkirche hl. Leonhard gehört zum Dekanat Gmünd in der Diözese St. Pölten. Die Kirche mit der Friedhofsmauer stehen unter Denkmalschutz (Listeneintrag).

## Geschichte
Urkundlich wurde 1305 ein Vikariat genannt. 1319 ging das Patronat an das Stift Zwettl. 1332 wurde die Kirche zur Pfarrkirche erhoben. Mitte des 15. Jahrhunderts wurde die Kirche dem Stift Zwettl inkorporiert. Das anfängliche Patrozinium hl. Laurentius wurde mit 1478 auf den hl. Leonhard geändert. 1891 und 1907 waren Renovierungen. 1952/1953, 1956 und 1964 waren Restaurierungen.

## Architektur
Die Kirche steht in der Ortsmitte von Großschönau etwas erhöht im Süden des Längsangers und ist von der Mauer des ehemaligen Friedhofes umgeben. Mit dem Pfarrhof im Westen war die Kirche anfangs Teil einer kuenringischen Burgkirchenanlage. Die anfänglich romanische Ostturmkirche wurde mit einem gotischen Chor erweitert und das Langhaus später verändert.
Der im Kern romanische Ostturm zwischen Langhaus und Chor wurde nach einem Einsturz von 1764 bis 1767 erneuert, der Zwiebelhelm wurde nach einer Veränderung mit der Jahresangabe 1959 versehen. Der polygonale Chor um 1400 hat einfache abgetreppte Strebepfeiler und ein- und zweibahnige Maßwerkfenster. Südseitig am Chor ist ein barocker Sakristeianbau aus dem 18. Jahrhundert und wurde 1843 mit einem Oratorium erhöht. Nordseitig am Chor ist ein zweigeschoßiger Oratoriumsanbau aus der Mitte des 19. Jahrhunderts, dabei wurde die Chorschauseite zum Anger symmetrisch angeglichen. Das schlichte Langhaus mit barocken Rundbogenfenstern hat südseitig ein gotisches Schulterbogenportal.
Das anfänglich romanische Langhaus wurde um 1400/1. Hälfte des 15. Jahrhunderts zu einer dreischiffigen fünfjochigen Halle umgestaltet. Das Mittelschiff in der Breite des eingezogenen romanischen Triumphbogens mit schmäleren Seitenschiffen verkehrt sich bis zu ersten Westjochen mit schmälerem Mittelschiff und etwas breiteren Seitenschiffen. Die Ostjoche vor dem Triumphbogen sind vorchorartig niedriger. Die Kreuzrippengewölbe des Langhauses über Achtseitpfeilern mit Kämpferplatten und Halsringen zeigt Schlusssteine mit Wappenbemalung. Die östlichen Schlusssteine sind mit Rosetten und Kopf reliefiert.
Die Orgel aus 1960 mit 14 Registern wurde von Gregor Hradetzky geschaffen.